# Kevin Castaño
Kevin Duván Castaño Gil (Itagüí, Antioquia, 29 de septiembre de 2000) es un futbolista colombiano. Juega como centrocampista en el Club Atlético River Plate de la Primera División de Argentina.

## Orígenes y formación
Nacido en el barrio La Cruz del municipio de Itagüí, al sur de Antioquia.
Comenzó jugando fútbol a los cuatro años, a los doce años su papá, quien trabajaba entrenando divisiones menores en Águilas Doradas, lo ingresa al club, en el que hace gran parte de su proceso formativo, jugando incluso torneos municipales como la Pony Fútbol.

## Carrera en clubes

### Águilas Doradas R.

#### Llegada al profesionalismo
Tras pasar cerca de siete años compitiendo en las inferiores de Águilas Doradas, finalmente el 29 de octubre de 2020 debuta en el profesionalismo, bajo la dirección de Francesco Stifano en un partido ante Leones F. C. por la Copa Colombia 2020, ingresando al minuto 75' de juego, sustituyendo a Mateo Puerta.

#### Consolidación en el profesionalismo
Para inicios del Torneo Apertura 2021 logra asentarse en el primer equipo, disputando más partidos y de esta manera volviéndose importante para el plantel de Hubert Bodhert y, posteriormente de Francesco Stifano.
Su primer gol como profesional lo marca el 11 de abril de 2023 en un partido ante América de Cali por el Torneo Apertura 2023; marcando al minuto 21' de juego, asistido por Jesús Rivas.
Tras cuatro temporadas con Águilas Doradas, se da su salida del club. Habiendo disputado ochenta y dos partidos, en los que registró dos goles y cinco asistencias.

### C. F. Cruz Azul
En junio de 2023 se anuncia su transferencia a Cruz Azul, procedente de Águilas Doradas. Próximo a iniciar el Torneo Apertura 2023, a cargo de su entonces técnico Ricardo Ferretti.
Tras un semestre de temporada con Cruz Azul, en diciembre de 2023 se da su salida del club. Termina su etapa en el equipo habiendo disputado quince partidos, registrando una asistencia.

### F. C. Krasnodar
Es presentado en enero de 2024 como nuevo jugador del F. C. Krasnodar, transferido desde Cruz Azul. Mientras transcurría la Russian Premier Liga 2023-24 a cargo de su entonces técnico Vladimir Ivić. Termina su etapa en el equipo tras un año, habiendo disputado la segunda mitad de la temporada 2023-24 y la primera mitad de la 2024-25; disputando 32 partidos, en las que registró un gol y 4 asistencias.

### C. A. River Plate
En marzo de 2025 es anunciado como nuevo jugador de River Plate, transferido desde el F. C. Krasnodar. El 29 de marzo debutó en el empate 2-2 con Rosario Central por la Liga Argentina.
Durante el Mundial de Clubes de 2025, en el partido disputado contra Monterrey el 22 de junio, el cual terminó en empate a cero, Castaño fue expulsado por doble tarjeta, perdiéndose así el encuentro de la tercera fecha del grupo E contra el Inter de Milán.

## Selección nacional

### Selección absoluta
Con la Selección Colombia debutó el 28 de enero de 2023 en un amistoso que terminó 0-0 ante Estados Unidos. Ingresó al minuto 83' de juego, sustituyendo a Yílmar Velásquez. Fue convocado por Néstor Lorenzo. Posteriormente volvería a ser convocado por el técnico, disputando varios amistosos y siendo también convocado a las Eliminatorias para el Mundial 2026.
Es convocado nuevamente por Néstor Lorenzo para disputar la Copa América 2024, Colombia terminó subcampeona en este torneo.

#### Participaciones enEliminatorias al Mundial
| Eliminatoria                  | Sede del Mundial                | Posición      | Resultado  | PJ | GA | Asis |
| ----------------------------- | ------------------------------- | ------------- | ---------- | -- | -- | ---- |
| Eliminatorias Mundial de 2026 | Estados Unidos, México y Canadá | 6°lugar 22pts | En disputa | 8  | 0  | 1    |

#### Participaciones enCopas América
| Torneo            | Sede           | Resultado  | PJ | GA | Asis |
| ----------------- | -------------- | ---------- | -- | -- | ---- |
| Copa América 2024 | Estados Unidos | Subcampeón | 4  | 0  | 0    |

## Estadísticas

### Clubes
Actualizado al último partido jugado el 2 de agosto de 2025.
| Club                        | Div.          | Temporada     | Liga  | Liga  | Liga   | Copas | Copas | Copas  | Internacional | Internacional | Internacional | Total | Total | Total  | Media goleadora |
| Club                        | Div.          | Temporada     | Part. | Goles | Asist. | Part. | Goles | Asist. | Part.         | Goles         | Asist.        | Part. | Goles | Asist. | Media goleadora |
| --------------------------- | ------------- | ------------- | ----- | ----- | ------ | ----- | ----- | ------ | ------------- | ------------- | ------------- | ----- | ----- | ------ | --------------- |
| Águilas Doradas · Colombia  | 1.ª           | 2020          | 1     | 0     | 0      | 1     | 0     | 0      | 0             | 0             | 0             | 2     | 0     | 0      | -               |
| Águilas Doradas · Colombia  | 1.ª           | 2021          | 23    | 0     | 1      | 2     | 0     | 0      | 0             | 0             | 0             | 25    | 0     | 1      | -               |
| Águilas Doradas · Colombia  | 1.ª           | 2022          | 35    | 0     | 1      | 2     | 0     | 1      | 0             | 0             | 0             | 37    | 0     | 2      | -               |
| Águilas Doradas · Colombia  | 1.ª           | 2023          | 17    | 2     | 2      | 0     | 0     | 0      | 1             | 0             | 0             | 18    | 2     | 2      | 0,11            |
| Águilas Doradas · Colombia  | Total club    | Total club    | 76    | 2     | 4      | 5     | 0     | 1      | 1             | 0             | 0             | 82    | 2     | 5      | 0,02            |
| C. F. Cruz Azul · México    | 1.ª           | 2023-24       | 13    | 0     | 1      | -     | -     | -      | 2             | 0             | 0             | 15    | 0     | 1      | 0               |
| C. F. Cruz Azul · México    | Total club    | Total club    | 13    | -     | 1      | 0     | 0     | 0      | 2             | p             | 0             | 15    | 0     | 1      | 0               |
| F. C. Krasnodar · Rusia     | 1.ª           | 2023-24       | 9     | 0     | 0      | 1     | 0     | 0      | 0             | 0             | 0             | 10    | 0     | 0      | 0               |
| F. C. Krasnodar · Rusia     | 1.ª           | 2024-25       | 16    | 1     | 3      | 6     | 0     | 1      | -             | -             | -             | 22    | 1     | 4      | 0,04            |
| F. C. Krasnodar · Rusia     | Total club    | Total club    | 25    | 1     | 3      | 7     | -     | 1      | -             | -             | -             | 32    | 1     | 4      | 0,03            |
| C. A. River Plate Argentina | 1.ª           | 2025          | 13    | 0     | 1      | 2     | 0     | 0      | 8             | 0             | 1             | 23    | 0     | 2      | 0               |
| C. A. River Plate Argentina | Total club    | Total club    | 13    | 0     | 1      | 2     | 0     | 0      | 8             | 0             | 1             | 23    | 0     | 2      | 0               |
| Total carrera               | Total carrera | Total carrera | 127   | 3     | 9      | 14    | -     | 2      | 12            | -             | 1             | 153   | 3     | 12     | 0,02            |
| 1. 2. 3.                    |               |               |       |       |        |       |       |        |               |               |               |       |       |        |                 |

### Selección de Colombia
Actualizado al último partido jugado el 10 de junio de 2024.
| Selección nacional        | Temporada                 | Continental | Continental | Continental | Mundiales | Mundiales | Mundiales | Amistosos | Amistosos | Amistosos | Total | Total | Total  | Media goleadora |
| Selección nacional        | Temporada                 | Part.       | Goles       | Asist.      | Part.     | Goles     | Asist.    | Part.     | Goles     | Asist.    | Part. | Goles | Asist. | Media goleadora |
| ------------------------- | ------------------------- | ----------- | ----------- | ----------- | --------- | --------- | --------- | --------- | --------- | --------- | ----- | ----- | ------ | --------------- |
| Absoluta · Colombia       |                           |             |             |             |           |           |           |           |           |           |       |       |        |                 |
| 2023                      | -                         | -           | -           | 3           | -         | -         | 4         | -         | -         | 7         | -     | -     | -      |                 |
| 2024                      | 4                         | -           | -           | 2           | -         | -         | 3         | -         | -         | 9         | -     | -     | -      |                 |
| 2025                      | -                         | -           | -           | 3           | -         | 1         | -         | -         | -         | 3         | -     | 1     | -      |                 |
| Total sel.                | 4                         | -           | -           | 8           | -         | 1         | 7         | -         | -         | 19        | -     | 1     | -      |                 |
| Total selección y carrera | Total selección y carrera | 4           | -           | -           | 8         | -         | 1         | 7         | -         | -         | 19    | -     | 1      | -               |
| 1. 2.                     |                           |             |             |             |           |           |           |           |           |           |       |       |        |                 |

## Palmarés

### Campeonatos nacionales
| Título                | Club            | País  | Año  |
| --------------------- | --------------- | ----- | ---- |
| Liga Premier de Rusia | F. C. Krasnodar | Rusia | 2025 |